# Sony Ericsson W810

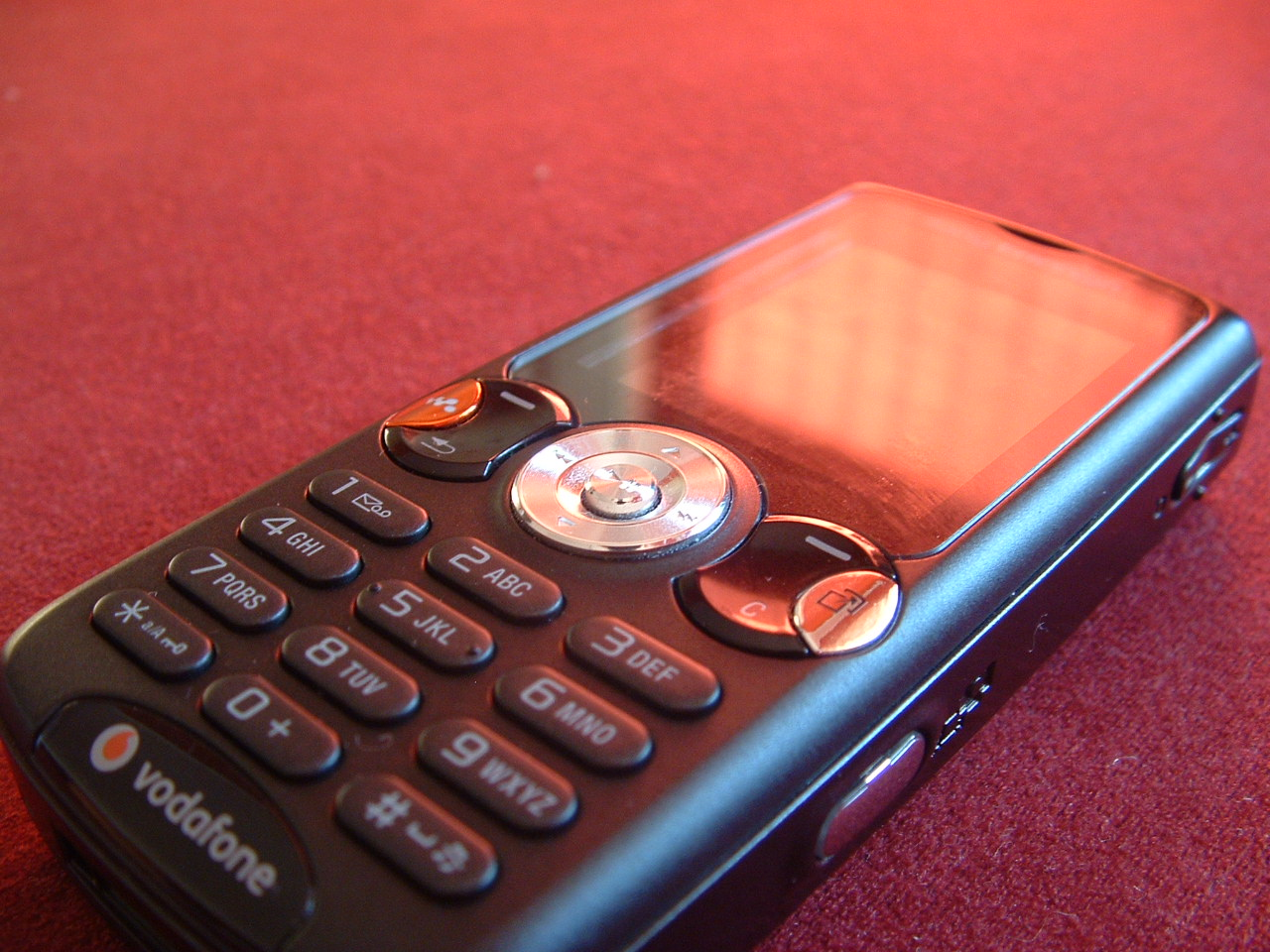
Sony Ericsson W810 – Vorderseite mit Vodafone Branding

Das Sony Ericsson W810 ist das Nachfolger-Mobiltelefon des W800 von Sony Ericsson.

## Varianten
- W810c – für China
- W810i – für Afrika, Amerika, Asien, Australien und Europa

## Details
Das W810 kam im April 2006 auf den Markt. In den weltweiten Mobiltelefon-Verkaufsstatistiken, die die Firma Krusell in etwa monatlichen Abständen herausgibt, gelangte es im Juni 2006 erstmals auf Platz 1, in den folgenden beiden Monaten lag es an zweiter Stelle hinter dem neu erschienenen Sony Ericsson K800i.
Wie sein Vorgänger verwendet es Sonys Walkman-Marke und hat eine Zwei-Megapixel-Digitalkamera mit Autofokus. Auf 20 Megabyte internem Speicher und einer serienmäßig beigelegten 512-Megabyte-Speicherkarte bietet es Platz für Musikdateien und Fotos. Des Weiteren gehört ein 3,5-Klinkenstecker-Adapter zum Lieferumfang, damit man mit jedem handelsüblichen Kopfhörer Musik hören kann.
Wie beim Vorgängermodell ist auch an diesem Handy eine Walkman-Taste vorhanden, über die man direkt auf die Playlist zugreifen kann.
Beim Einschalten des Handys bietet sich die Möglichkeit an den Musik-Modus zu starten, in dem auch Videos abgespielt werden können. Dabei werden alle Funktionen bis auf den Wecker und die Walkman-Funktion ausgeschaltet. Das hat nicht nur den Vorteil, dass man somit Musik hören kann, ohne eine SIM-Karte eingelegt zu haben, sondern auch, dass man diese Funktion in Handyverbotszonen, wie etwa Flugzeugen oder Krankenhäusern, verwenden darf. Außerdem verlängert sich dadurch die Akkulaufzeit.

### Technische Neuerungen

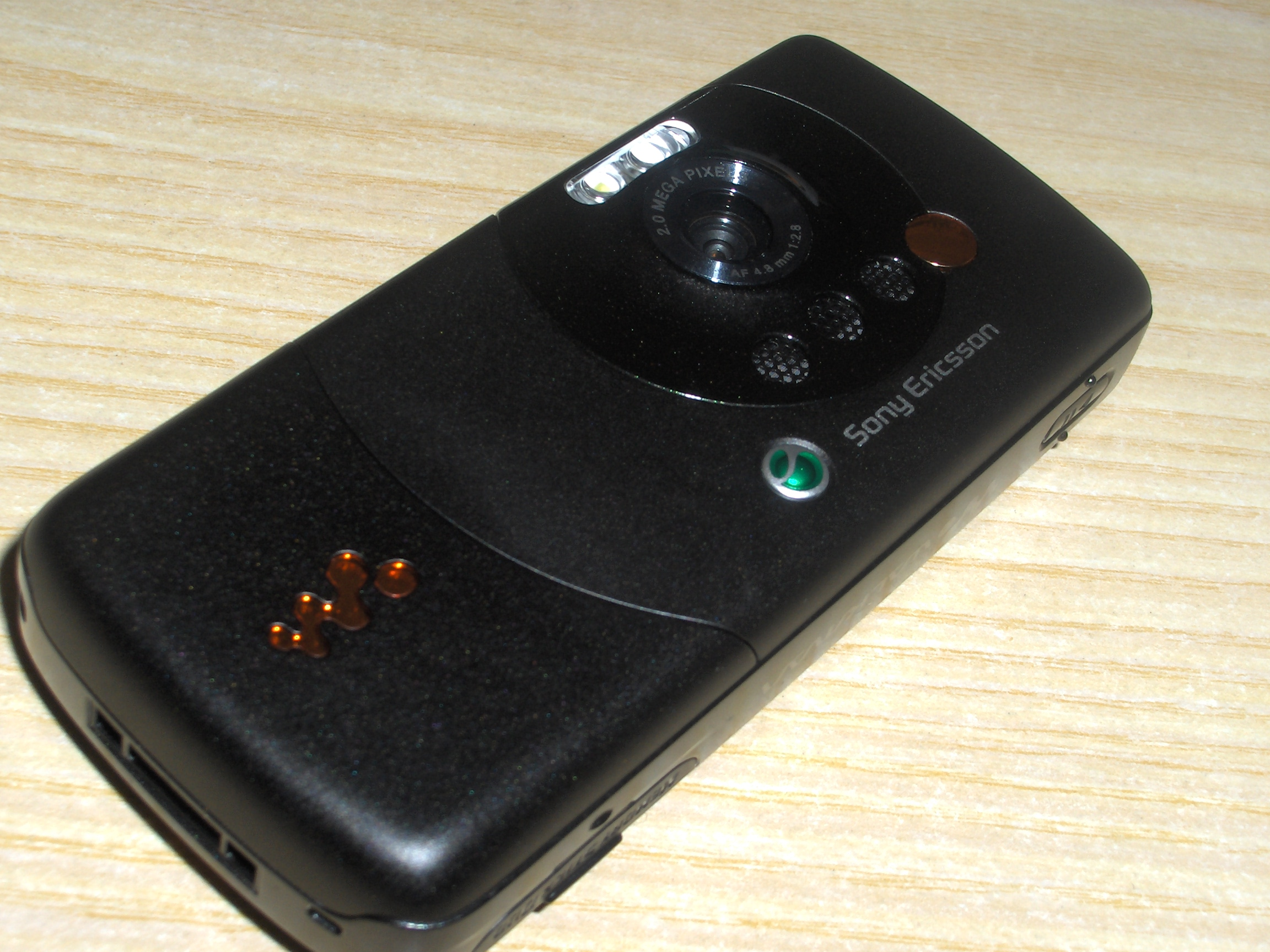
Sony Ericsson W810 – Rückseite

Als Neuerung besitzt das W810 als erstes Sony-Ericsson-Handy einen nativen WAP/HTML-Browser auf NetFront-Basis, mit dem auch nicht speziell für Handys ausgelegte umfangreichere Webseiten relativ komfortabel und zügig dargestellt werden können.
Die Software ist über weite Strecken gegenüber dem Vorgängermodell gleich geblieben. Ein RSS-Reader unterstützt beim Lesen von News, über die Applikationstaste kann zwischen unterschiedlichen Anwendungen umgeschaltet werden. Dies ist jedoch keinesfalls mit einer Multitasking-Fähigkeit zu vergleichen.
Das Design hat sich verändert: Das Handy wurde ursprünglich ausschließlich in einem neutralen Schwarz angeboten. Später wurde auch eine weiße Version des Handys in limitierter Auflage veröffentlicht. Die Display- und Tastaturbeleuchtung passt sich mittels eines Helligkeitssensors über dem Display an das Umgebungslicht an, um eine bessere Lesbarkeit zu erzielen und Strom zu sparen.
Zusätzlich verzichtete Sony Ericsson bei diesem Modell auf den Joystick für die Navigation, welcher aufgrund von staubbedingten Funktionsstörungen einer der größten Schwachpunkte der Vorgängermodelle war. Stattdessen kommt ein 5-Wege Steuerkreuz zum Einsatz.
Die Kameraabdeckung, die beim Vorgängermodell häufig mechanisch ausfiel, ist bei diesem Modell vollständig entfallen, was teils stark kritisiert wurde. Mit minimalen Modifikationen lassen sich allerdings die rückseitigen Gehäuseschalen des W800 sowie des K750 auf das W810 montieren, um inoffiziell eine Kameraabdeckung zu erhalten. Dies ist möglich, da das W810 zum Großteil auf der Hardwareplattform des K750 bzw. W800 aufbaut. Des Weiteren lässt sich auch der Mittelrahmen des Gehäuses von einem K750 oder W800 für das W810 verwenden, was in offiziell nicht erhältlichen Farbkombinationen (z. B. weiße W810 Front- und Rückschale, oranger W800 Mittelrahmen) resultiert.

### Mitgeliefertes Zubehör
- Ladekabel
- DCU-60 USB-Kabel
- Sony-Ericsson HPM-70 Headset mit 3,5-Millimeter-Klinkenadapter
- Software CD
- 512-Megabyte-Memory-Stick-Duo-Speicherkarte
- Memorystick-Duo-Adapter auf normalen Memorystick

## Sonstiges
Das Handy unterstützt offiziell nur bis zu zwei Gigabyte große Speicherkarten. Inoffiziell funktionieren zwar auch Vier, Acht und Sechzehn Gigabyte Karten, allerdings leidet die Geschwindigkeit z. B. im Dateimanager mit größeren Karten teils erheblich.
Wenn man die versprochene USB-2.0-Geschwindigkeit ausnutzen will, muss man das Telefon nach dem Anstecken des Datenkabels in den Dateiübertragungsmodus setzen, was bedeutet, dass man währenddessen keine Anrufe, SMS etc. entgegennehmen kann.
Sony Ericsson gibt an, dass bei aktuellen Firmware-Versionen beim Abspielen von Audiodateien ein erkennbares Rauschen im Hintergrund zu hören ist. Dieses Hintergrundgeräusch ist deutlicher wahrnehmbar wenn die Lautstärke reduziert ist oder gerade eine stille Passage abgespielt wird. Das Rauschen trat erstmals nach einem Firmware-Update des Modells auf, welches akustische Verzerrungen bei höheren Lautstärken verringern sollte. Sony Ericssons Kundendienst hat verlauten lassen, dass bis auf weiteres nicht geplant sei das Problem zu lösen, da die durch das Firmware-Update zu lösenden Probleme Priorität hatten. Das Firmwareupdate kann auf der Internetpräsenz von Sony Ericsson heruntergeladen werden.